# Референдум в Латвии (2007)
Референдум о поправках к законам о государственной безопасности, принятых Сеймом 1 марта 2007 года и приостановленных президентом, прошёл 7 июля 2007 года. По вопросу о поправках к Закону о национальной безопасности приняли участие 338 348 граждан, по вопросу о поправках к Закону об учреждениях государственной безопасности — 338 342. Большинство проголосовавших поддержали отмену поправок. Кворум составлял 453 730 избирателей (половина участников последних парламентских выборов), поэтому референдум не был признан состоявшимся. Однако поправки так и не вступили в силу, поскольку Сейм отменил их уже 29 марта.
Вопросы, вынесенные на референдум, звучали:

1. Вы за отмену закона „Поправки к Закону о национальной безопасности“ от 1 марта 2007 года?
2. Вы за отмену закона „Поправки к Закону об учреждениях государственной безопасности“ от 1 марта 2007 года?
Оригинальный текст (латыш.)
1. Vai jūs atbalstāt 2007. gada 1. marta likuma "grozījumi Valsts drošības likumā" atcelšanu?
2. Vai jūs atbalstāt 2007. gada 1. marta likuma "grozījumi Valsts drošības iestāžu likumā" atcelšanu?